# Stolarzowice
Stolarzowice (niem. Stollarzowitz) – dzielnica Bytomia, osiedle mieszkaniowe dla pracowników GOP-u. W latach 1958–1973 samodzielne osiedle, w 1975 włączone do Bytomia. W latach 1945–1954 i 1973–1975 miejscowość była siedzibą gminy Stolarzowice.

## Nazwa
Według niemieckiego nauczyciela Heinricha Adamy’ego nazwa miejscowości wywodzi się od polskiej nazwy zawodu stolarza. W swoim dziele o nazwach miejscowych na Śląsku wydanym w 1888 roku we Wrocławiu wymienia jako pierwotną zanotowaną nazwę miejscowości Stolarzowice podając jej znaczenie Tischlerdorf – Wieś stolarzy. Wiąże się ona z rozpowszechnionym w owym czasie we wsi zajęciem wytwarzania mebli. Nazwa wsi została później fonetycznie zgermanizowana na Stollarzowitz i utraciła pierwotne znaczenie.
W okresie hitlerowskiego reżimu w latach 1936-1945 administracja III Rzeszy zmieniła nazwę na całkowicie niemiecką Stillersfeld. Po zakończeniu II wojny światowej w 1946 polska administracja zmieniła ponownie nazwę na Stolarzowice polonizując wcześniejszą zgermanizowaną nazwę wsi Stollarzowitz.

## Historia

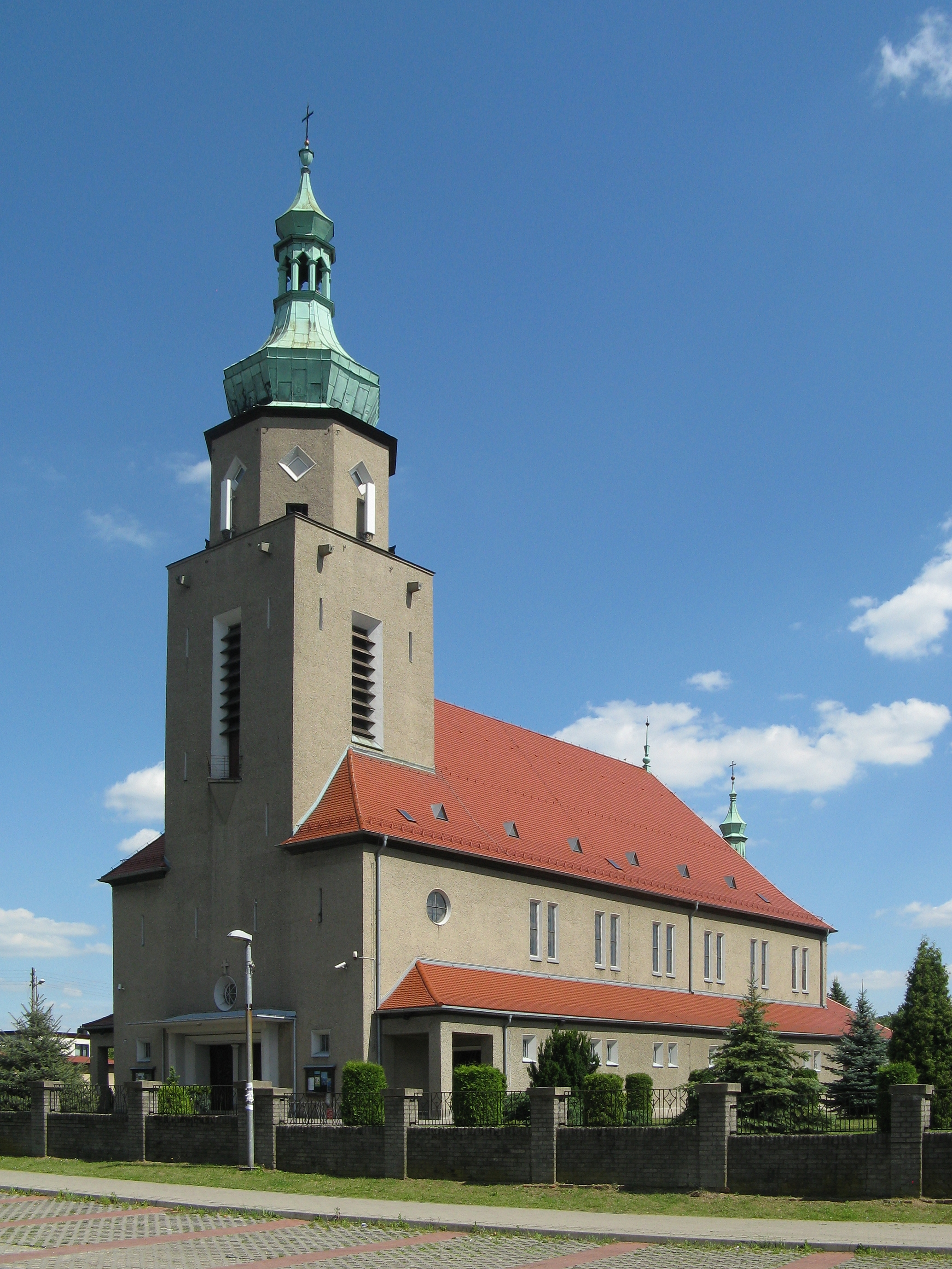
Kościół w Stolarzowicach w 2018 roku

Pierwsza wzmianka o folwarku w Stolarzowicach pochodzi z 1620 roku; jego właścicielem był David Stillarski von Czent (pol. Dawid Stylarski z Czentu; ur. ok. 1590, zm. 1663/64) – górnośląski szlachcic, członek sądu ziemskiego, komisarz ziemi bytomskiej.
Miejscowość była początkowo samodzielną wsią, która w 1975 roku została wchłonięta w procesach urbanizacyjnych przez miasto Bytom stając się jego dzielnicą. W 1928 roku wzniesiono kościół parafialny Chrystusa Króla.
W okolicy znajdują się pozostałości po stanowisku niemieckiego działa przeciwlotniczego typu Flak z okresu II wojny światowej. Obsługę działa stanowili młodzi Niemcy. Działo zostało zlikwidowane przez Armię Czerwoną.
Stolarzowice posiadały dawniej połączenie tramwajowe z Bytomiem.

## Zabytki

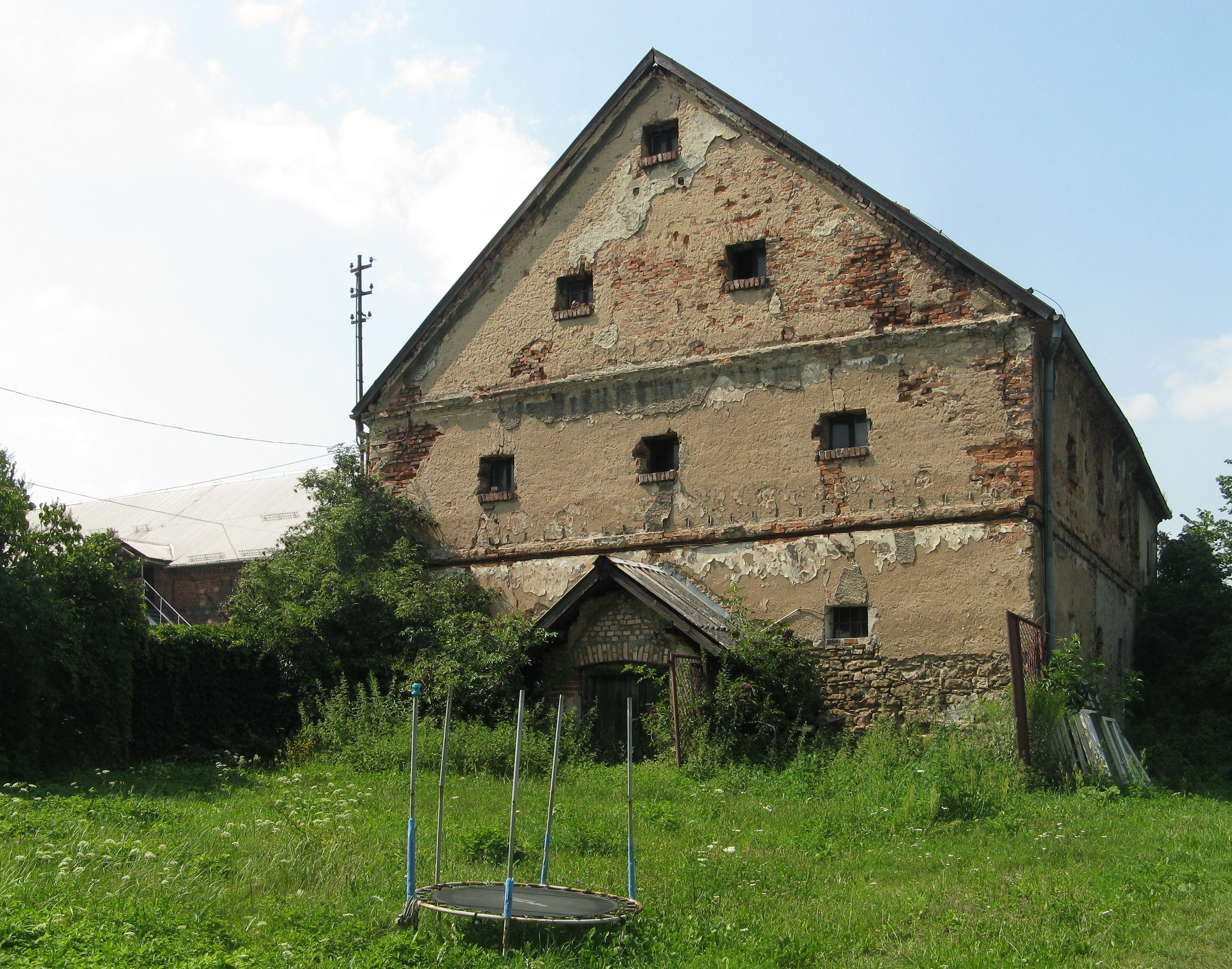
Zabytkowy spichlerz w Stolarzowicach (2018)

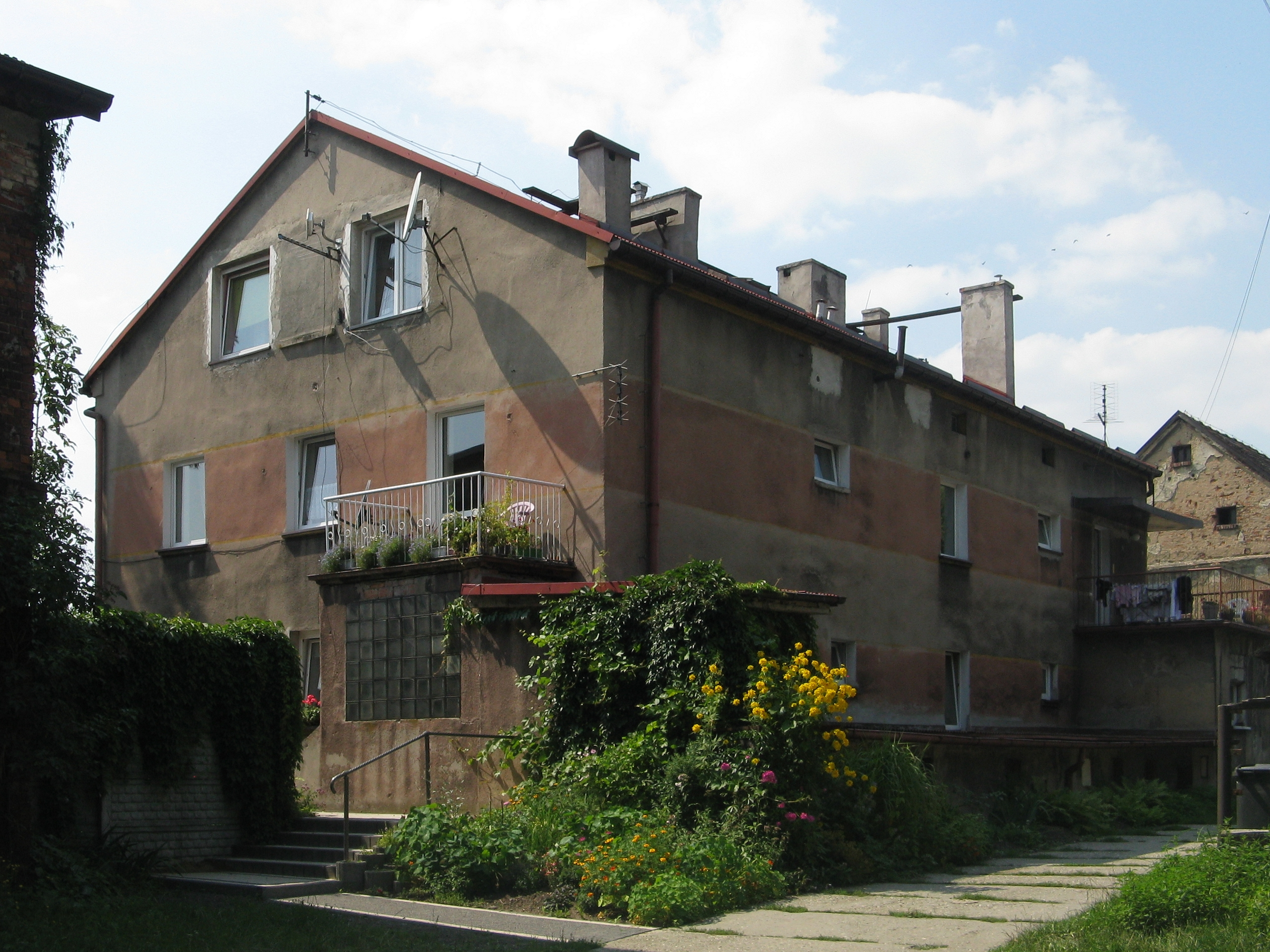
Zabytkowy dwór w Stolarzowicach (2018)

W Stolarzowicach znajduje się zabytkowy dwór z XVIII wieku, przebudowany w XIX wieku oraz spichlerz z XIX wieku.

## Sport
W dzielnicy znajduje się klub LKS Tempo Stolarzowice, który obecnie bierze udział w rozgrywkach B klasy podokręgu Bytom. W 2012 r. klub obchodził swoje 100-lecie istnienia.

## Kultura
- Towarzystwo Społeczno-Kulturalne Niemców Województwa Śląskiego – koło terenowe Stolarzowice